# Dysstroma infumata
Dysstroma infumata là một loài bướm đêm trong họ Geometridae.